# Agrice de Sens
Pour les articles homonymes, voir Agroecius et Agrice.
Agrice (ou Agroecius, Agroetius, Agrætius, Agricius, Agrycius), est un Gallo-romain du Ve siècle qui a été évêque de Sens. Il a également été grammairien et il est l'auteur d'un texte en latin qui nous est parvenu, le De Orthographia et Differentia Sermonis, conçu comme un supplément au travail sur le même sujet de Flavius Caper. Le texte fut rédigé autour de 450, et est dédié à l'évêque Eucher de Lyon, qui avait auparavant, semblerait-il, offert à Agrice une copie de l'œuvre de Caper. On estime qu'Agrice a vécu au milieu du cinquième siècle.
Le De orthographia et proprietate et differentia sermonis est imprimé au XVe siècle dans plusieurs éditions incunables italiennes, de 1476 à 1500, associé à d'autres textes de grammairiens latins ; le texte a été imprimé par Putschius dans les Grammaticae Latinae Auctores Antiqui, p. 2266—2275 ; il a fait l'objet d'une édition moderne en 1978 par Mariarosaria Pugliarello dans la collection Collana di Grammatici Latini.
Agrice est le destinataire d'une lettre de Sidoine Apollinaire qui nous est parvenue. Sidoine demande de l'aide à Agrice dans le cadre d'une dispute portant sur la reprise en main du siège vacant de l'évêché de Bourges en 470. Agrice s'est de fait déplacé jusqu'à Bourges pour y apporter son aide. Il est probablement fait allusion à lui, bien qu'il ne soit pas nommé, dans une autre lettre d'Apollinaire, qui évoque un évêque d'une grande éloquence et d'une érudition étendue. Il est identifié avec l'évêque de Sens Agrycius ou Agricius, destinataire d'une lettre de Salvien dans laquelle ce dernier s'excuse pour son comportement irrespectueux. Cet Agrycius, évêque de 460 à 487, est généralement supposé être Agroecius.
Agrice était peut-être un descendant du rhéteur Censorius Atticus.

## Source
- (en) Cet article est partiellement ou en totalité issu de l’article de Wikipédia en anglais intitulé « Agroecius (Bishop of Sens) » (voir la liste des auteurs).